# Museo navale di Imperia
Il Museo navale di Imperia (detto anche Museo navale internazionale del Ponente Ligure oppure Città dei Marinai) è un museo navale, situato a Porto Maurizio all'interno degli storici magazzini generali.
Il museo, ristrutturato da poco, ospita la grande collezione del comandante Flavio Serafini, un prolifico divulgatore della tradizione marinara del Ponente ligure.

## Storia
Il museo nasce inizialmente come raccolta di cimeli e ricordi del comandante Flavio Serafini, riuniti grazie ai profondi legami con la comunità marittima imperiese. Originariamente il museo era situato all'interno di un palazzo storico in piazza Duomo a Porto Maurizio, poi con l'aumentare del numero di reperti, si è dovuto traslocare negli ex magazzini generali dell'olio, che si trovano alla Marina di Porto Maurizio.

## Collezioni
Il percorso del museo viene suddiviso in quattro percorsi tematici, tutti accompagnati da video introduttivi con personaggi di vario genere (tutti interpretati da Simone Gandolfo).
I vari temi dei quattro percorsi sono:

### Il lavoro dell'uomo sul mare
In questo percorso vengono mostrati i vari aspetti del lavoro dell'uomo sul mare, con l'esposizione di tute da palombaro e stazioni di pompaggio dell'aria, accompagnati da filmati di d'epoca dell'Istituto Luce che mostrano le missioni della nave Artiglio, durante il recupero dei lingotti d'oro contenuti nel relitto della nave Egypt, affondata nella Manica.

### La guerra in superficie e sotto le onde
Le missioni più importanti delle varie guerre mondiali sono accadute in mare aperto, ed in questo percorso si raccontano le varie storie, se non le più conosciute, fatte dalla Regia Marina.
Come ad esempio viene raccontata l'Impresa di Alessandria, accaduta nella notte del 18 dicembre 1941, quando sei incursori colpirono e affondarono nel porto di Alessandria d'Egitto le corazzate inglesi HMS Queen Elizabeth e HMS Valiant.

### Il viaggio per commercio o per svago
Come per le missioni militari, il mare è molto importante anche per quanto riguarda il commercio, rappresentato dai vari reperti esposti, come i Dolia, enormi giare di terracotta recuperate al largo di Diano Marina, oppure può essere un un'opportunità di svago, come viene raccontato attraverso l'esposizione di modellini di trasantlatici.

### lo sport legato al mare
Da più di trent'anni Imperia è sede di una dei raduni vilistici più conosciuti a livello internazionale (le Vele D'Epoca) e nel museo questo sport trova il proprio spazio, grazie ai vari racconti, cimeli e addirittura con un simulatore virtuale che ti fa provare in prima persona questo splendido sport.

## Auditorium
All'interno del Museo navale si può trovare l'Auditorium, un vero e proprio teatro dotato di maxi schermo, dedicato a convegni e incontri sulla marineria, che può essere sfruttato per ospitare eventi di qualsiasi genere.

## Planetario
Il 20 giugno 2022, oltre al museo ristrutturato, è stato inaugurato il Nuovo Planetario di Imperia, il più tecnologico della Liguria e terzo in Italia per dimensioni, dotato di sistemi tecnologici avanzati per la proiezione digitale e la visione di video 3D inerenti allo spazio ed i fondali marini, oltre che essere utilizzato per condurre conferenze, seminari e lezioni a tema astronomico.

## Galleria d'immagini

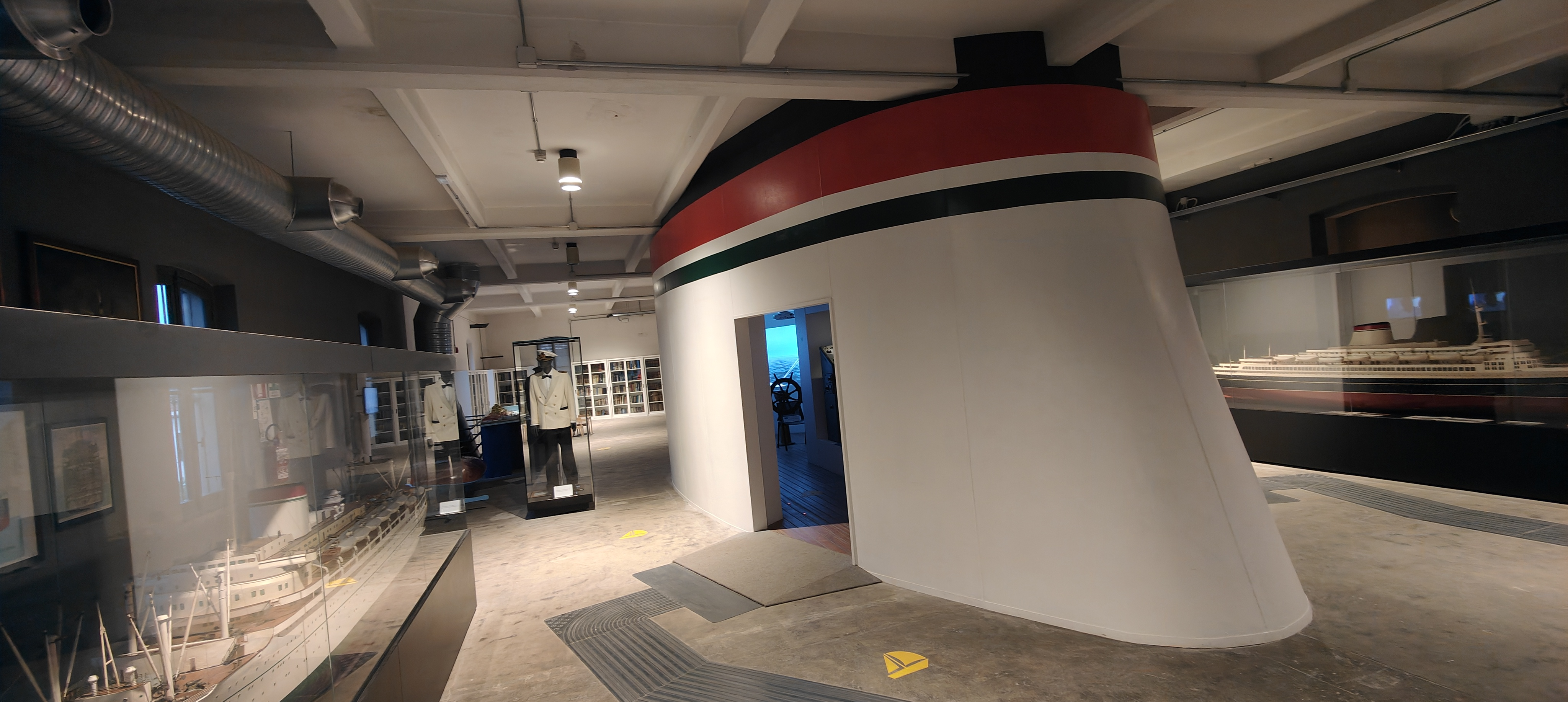
Ricostruzione del fumaiolo dell'Andrea Doria
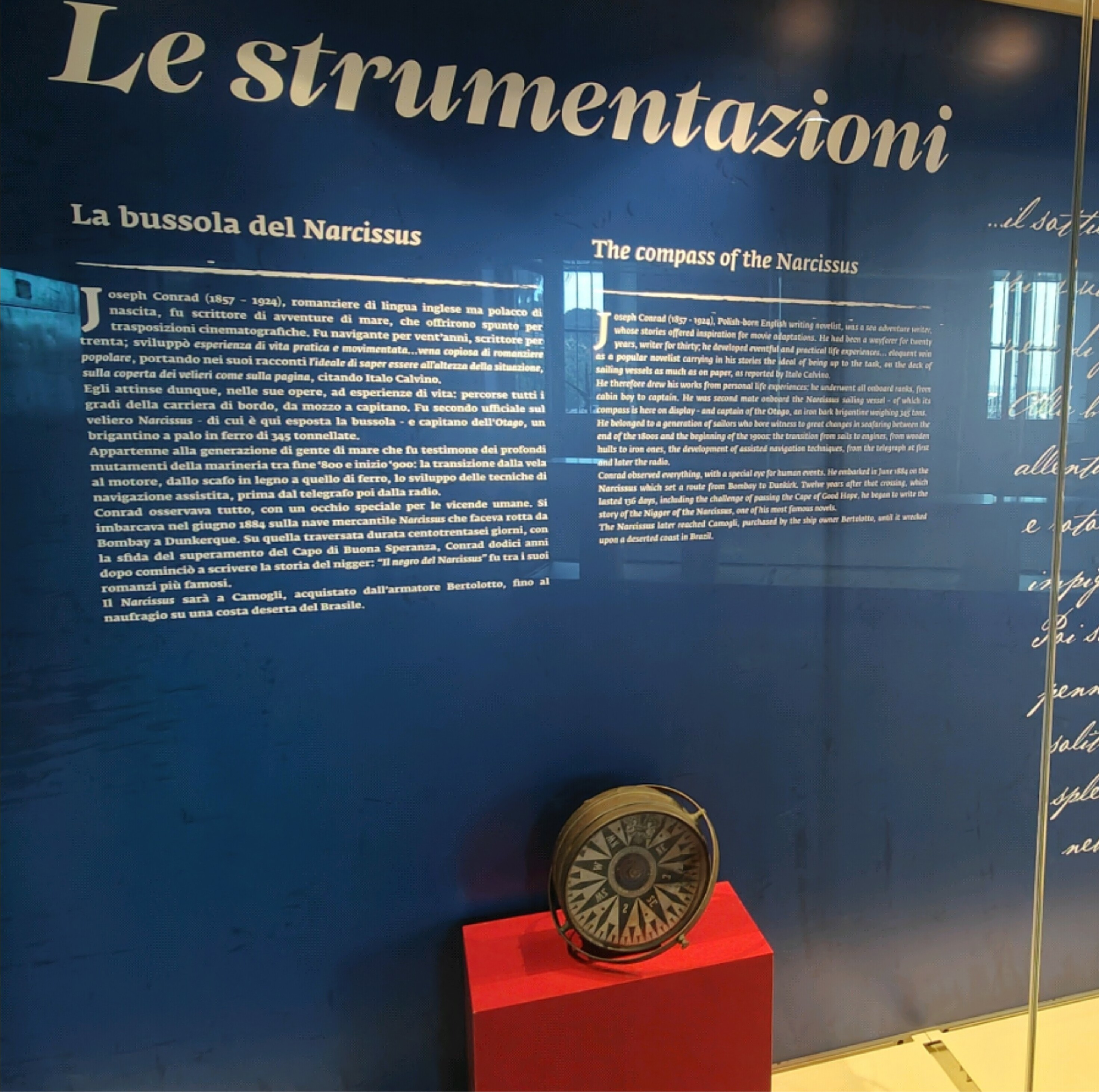
Bussola della nave "Narcissus"
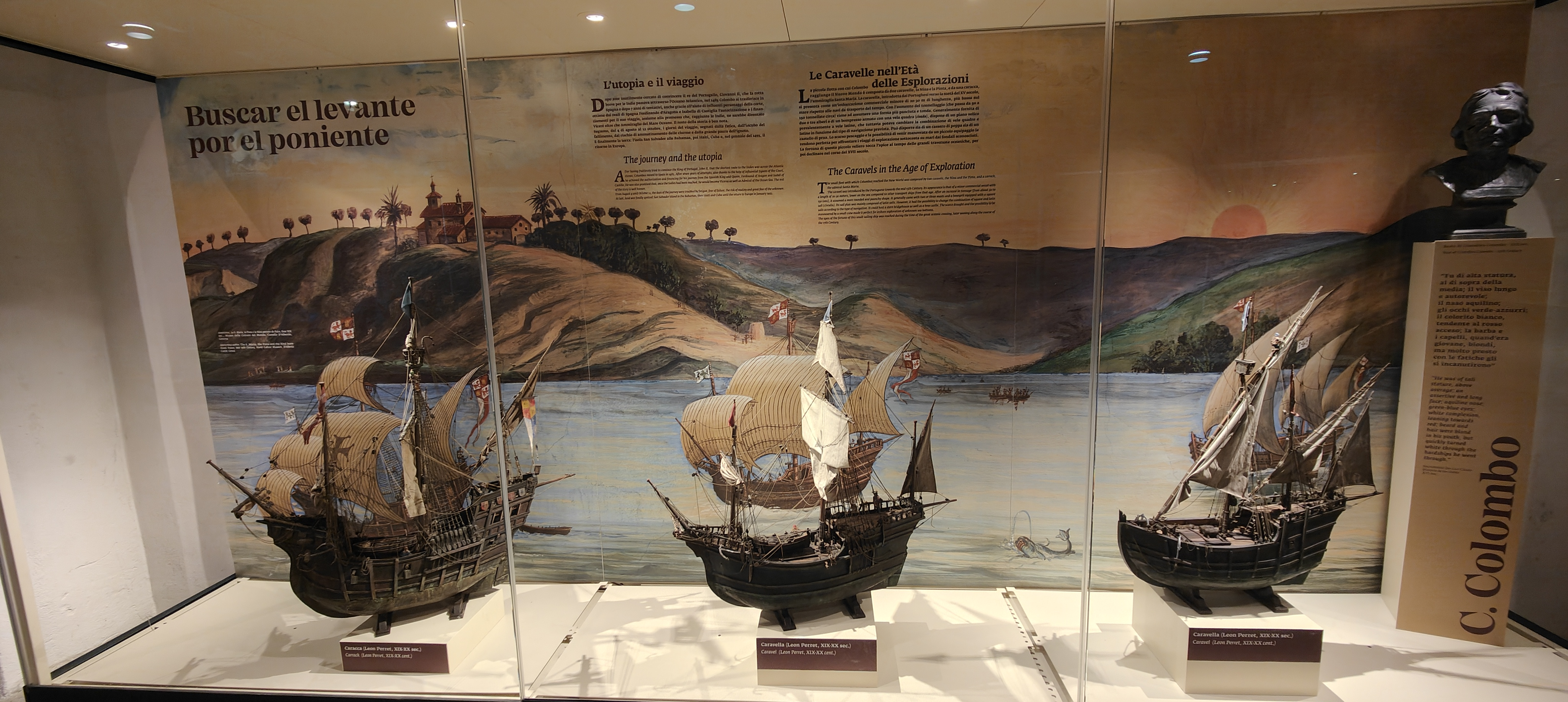
Riproduzione delle tre Caravelle di Cristoforo Colombo
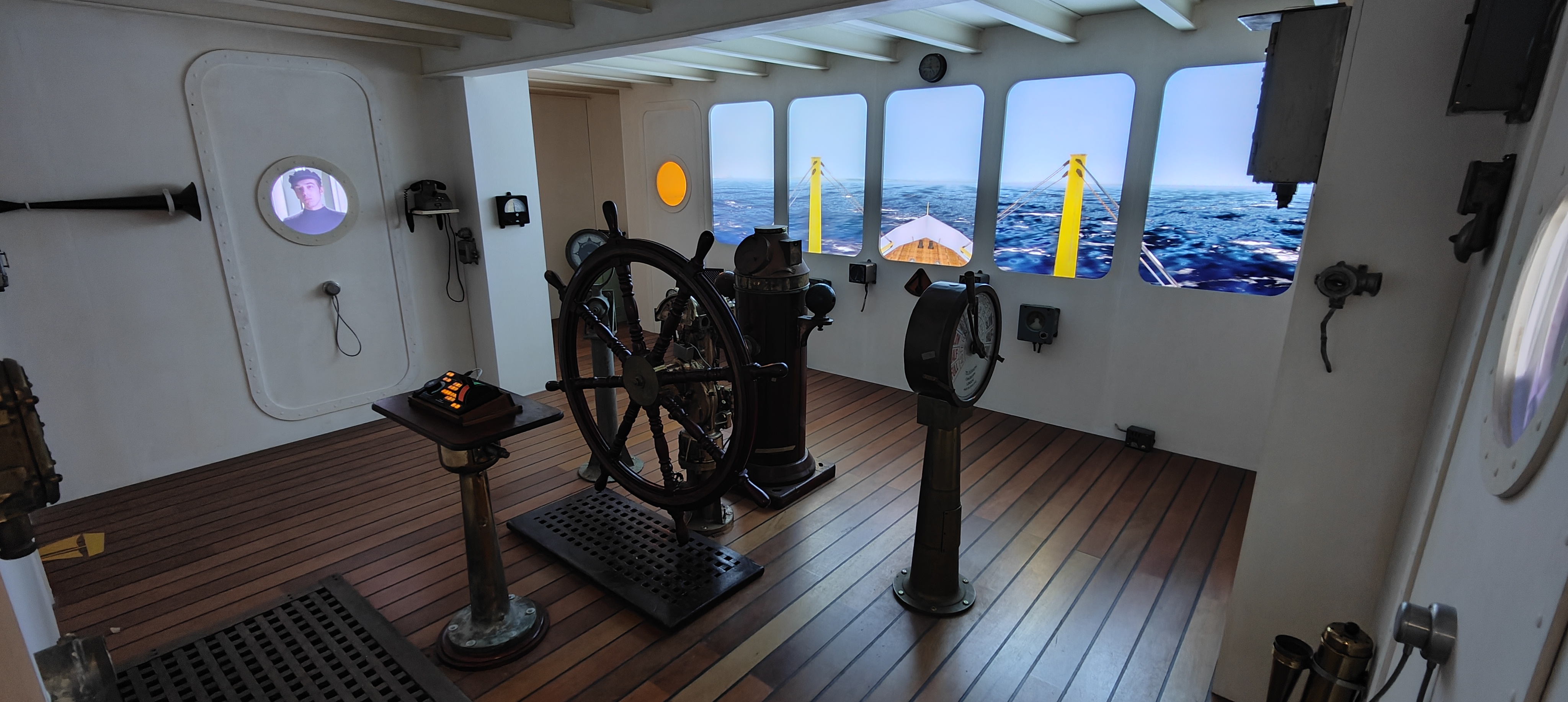
Simulatore di una timoneria e del ponte di comando della M/N Sestriere